# Rosinés Chávez
Rosinés Chávez Rodríguez (Barquisimeto, Venezuela, 23 de septiembre de 1997), es una internacionalista venezolana y la cuarta hija del expresidente Hugo Chávez. Actualmente es la presidenta del Instituto Nacional de Parques de Venezuela.

## Biografía

### Infancia
Rosinés Chávez, nació el 23 de septiembre de 1997 en la Clínica Las Mercedes de Barquisimeto; mediante cesárea.  Tiene seis medios hermanos: Rosa Virginia Chávez Colmenares (1978), María Gabriela Chávez Colmenares (1980), Hugo Rafael Chávez Colmenares (1982), Raúl Alfonzo Ramírez (1990), Génesis María Chávez Segura (2005) y Sara Manuela Chávez Fajardo (2008). 
Según Hugo Chávez, Rosinés fue quien tuvo la idea de cambiar la orientación del caballo en el escudo de armas de Venezuela; el cual fue modificado en 2006, para que cabalgase hacia la izquierda. Como propósito de la modificación, en noviembre de 2005; el humorista Laureano Márquez, escribió una columna satírica en el diario Tal Cual; que consistía en una carta dirigida a Rosinés, pidiéndole ayuda; diciendo "Ustedes los niños tienen mucho poder, y yo sé que tu papá te hace caso". Como resultado de la columna, el diario fue sancionado con una multa de 20.000 dólares. La multa casi quiebra a Tal Cual, pero organizó una colecta pública y consiguió pagarla.
Después de la separación de Chávez y de Marisabel Rodríguez, Marisabel lo acusó de no haber "pagado la pensión, ni el colegio" de Rosinés y de no haber "cumplido como padre". Chávez interpuso demanda de convivencia familiar ante el Tribunal de Menores de Barquisimeto que tenía como objetivo obtener la tutela de Rosinés, alterando la sentencia definitiva de divorcio emitida en 2003 que establecía un régimen de visitas abierto y flexible, alegando que no podía ver a su hija. Marisabel describió la demanda como "un claro y público abuso de poder", declarando que "Haciendo evidente presión y ejerciendo indebidamente su cargo para ello, osa manipular los poderes Legislativo, Judicial, Público y Moral para su absoluto beneficio y pretende inhabilitarme moralmente ante mis hijos, la sociedad y ante sus seguidores". La primera audiencia del proceso estaba pautada para el 15 de mayo de 2008, pero después de las declaraciones de Marisabel, Chávez anunció públicamente el 11 de mayo retirar la acción judicial.
En 2009, organizó un equipo de sóftbol en Barquisimeto; llamado “Las abejitas de Lara”, donde practicó por poco más de un año.
El 18 de octubre de 2011, recibió al cantante canadiense Justin Bieber en la rampa 4 del Aeropuerto de Maiquetía, quien viajó a Venezuela para finalizar My World Tour en Caracas. Rosinés se tomó una foto con él, causando rechazo entre algunas seguidoras de Bieber y en Twitter.  Esa no sería la primera vez que causaba polémica, pues antes había usado su influencia para conocer a otros de sus ídolos musicales; tales como: RBD, Miley Cyrus y Ricardo Arjona, cuando visitaron Venezuela. En 2012, publicó una foto en Instagram posando con un fajo de dólares, lo que provocó otra polémica en redes sociales.
Con el deterioro en la salud de Hugo Chávez, Rosinés lo acompañó crecientemente en su tratamiento; viajando a Cuba, desde junio de 2011, al igual que en su campaña para la reelección en las elecciones presidenciales de Venezuela de 2012.

### Educación
Rosinés, se graduó de bachiller en la Unidad Educativa ítalo venezolana Rosa y Carolina Agazzi en Barquisimeto, donde obtuvo el título de Bachiller en Ciencias en 2014. El 30 de enero de 2016, se mudó a París, Francia, para estudiar en la Universidad de La Sorbona. Su madre afirmó posteriormente que Rosinés tuvo que irse de Venezuela por sufrir acoso por parte de la oposición. Vivió en Francia por ocho años, aunque se reportó que en 2019 viajó con su novio a Venezuela. En 2022, Rosinés se graduó como internacionalista en el Instituto Libre de Estudios de Relaciones Internacionales (ILERI) de Francia. El hecho volvió a generar críticas en redes sociales, incluyendo por el precio del instituto (que ascendía a 7.900 euros anuales) y recordando que Hugo Chávez acostumbraba a criticar las universidades «del mundo capitalista», al igual que promover las instituciones educativas creadas durante su gobierno como las mejores.

### Regreso a Venezuela
El 7 de octubre de 2021, Rosinés se apersonó en un acto de campaña en Barquisimeto, su ciudad natal, del Partido Socialista Unido de Venezuela (PSUV) de gobierno. El acto fue en apoyo a Adolfo Pereira, gobernador y candidato a la reelección en el estado Lara y estuvo acompañada por figuras como Diosdado Cabello y Nicolás Maduro Guerra. Se desconoce la fecha precisa en la que regresó al país. En diciembre, también viajó al estado Barinas para respaldar, junto con su hermana María Gabriela Chávez, la candidatura de Jorge Arreaza a gobernador del estado en las mismas elecciones regionales de 2021.
El 13 de marzo de 2024, fue designada como presidenta del Instituto Nacional de Parques de Venezuela.
El 7 de julio de 2025, presentó el libro "La barca de nuestros sueños inconclusos" en la XXI Feria Internacional del Libro de Venezuela; en homenaje a su padre.

## Vida personal
Rosinés es la cuarta hija de Hugo Chávez, presidente de Venezuela, y de Marisabel Rodríguez, su segunda esposa.
Después de la muerte de su padre en 2013, Rosinés continuó viviendo junto con sus hermanas La Casona en Caracas, tradicionalmente la residencia presidencial en Venezuela, por al menos un año. Durante ese periodo, su sucesor Nicolás Maduro y su esposa, Cilia Flores, vivieron en la residencia destinada al vicepresidente, La Viñeta. Posteriormente La Casona fue convertida en el Centro Cultural Aquiles Nazoa a finales de 2019.